# تيري كوك
تيري كوك (بالإنجليزية: Terry Cook)‏ هو سائق سباق أمريكي، ولد في 26 فبراير 1968 في سيلفانيا في الولايات المتحدة.

## وصلات خارجية
- الموقع الرسمي
- تيري كوك على موقع Racing-Reference.info (الإنجليزية)